# (7228) MacGillivray
(7228) MacGillivray (1985 GO) – planetoida z pasa głównego asteroid okrążająca Słońce w ciągu 3,37 lat w średniej odległości 2,25 j.a. Odkryta 15 kwietnia 1985 roku.